# Arondismentul 14 din Paris
Arondismentul 14 (în franceză 14e arrondissement) este unul dintre cele douăzeci de arondismente din Paris. Este situat pe malul stâng al fluviului Sena. Este delimitat la nord de arondismentele 5 și 6, la est de arondismentul 13, la sud de comunele Gentilly, Montrouge și Malakoff și la vest de arondismentul 15.

## Demografie
| An                      | Populație | Densitate (loc. pe km²) |
| ----------------------- | --------- | ----------------------- |
| 1861                    | 52.594    |                         |
| 1866                    | 65.506    |                         |
| 1872                    | 69.111    |                         |
| 1954 (vârf de populare) | 181.414   | 32.274                  |
| 1962                    | 178.149   | 31.693                  |
| 1968                    | 167.093   | 29.727                  |
| 1975                    | 149.137   | 26.532                  |
| 1982                    | 138.596   | 24.657                  |
| 1990                    | 136.574   | 24.297                  |
| 1999                    | 132.844   | 23.554                  |
| 2006                    | 134.370   | 23.824                  |

## Administrație

### Primăria
| Alegere | Nume             | Partid | Mențiuni                               |
| ------- | ---------------- | ------ | -------------------------------------- |
| 1983    | Lionel Assouad   | RPR    | Ales în 1983, 1989, și 1995.           |
| 2001    | Pierre Castagnou | PS     | Ales în 2001 și 2008, a murit în 2009. |
| 2009    | Pascal Cherki    | PS     | Ales în 2008 și 2014.                  |
| 2014    | Carine Petit     | PS     | Aleasă în 2014.                        |

## Locuri

### Instituții
- Centre hospitalier Sainte-Anne
- Cimitirul Montparnasse

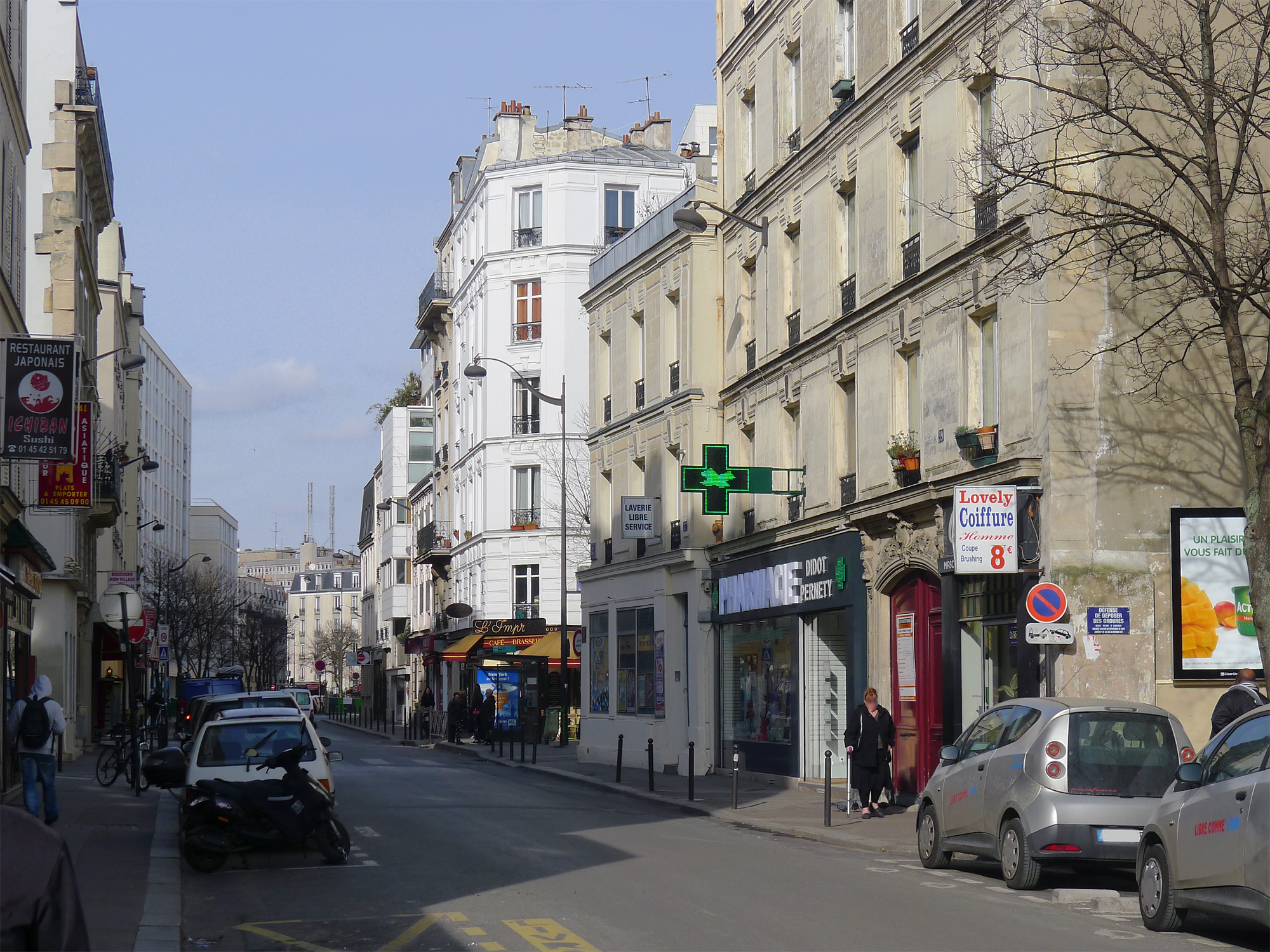
Rue Didot

- Cité internationale universitaire de Paris
- École Camondo
- École spéciale d'architecture
- École d'économie de Paris
- Hôpital Broussais
- Hôpital Cochin
- Hôpital La Rochefoucauld
- Hôpital Notre-Dame-de-Bon-Secours
- Hôpital Saint-Joseph
- Hôpital Saint-Vincent-de-Paul
- Institut mutualiste Montsouris
- Hôpital Léopold-Bellan
- Închisoarea Santé
- Observatorul din Paris (domeniul din Paris)

### Principalele monumente
- Monumente civile
  - Catacombele Parisului

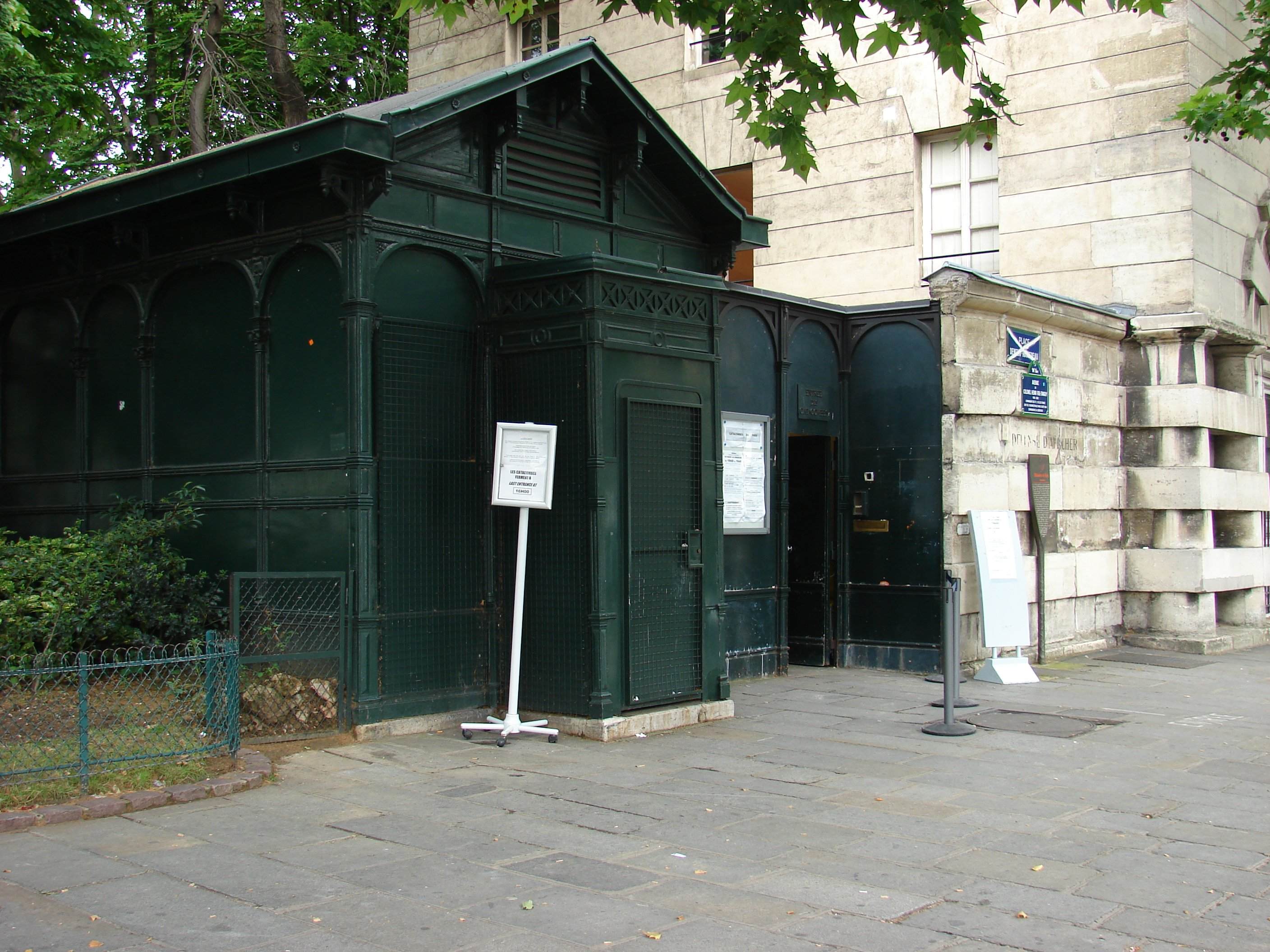
Catacombele Parisului

  - Fondation Cartier pour l'art contemporain

- Monumente religioase
  - Chapelle Sainte-Jeanne-d'Arc de Paris
  - Chapelle de l'hôpital Sainte-Anne
  - Chapelle du Couvent Saint-François
  - Cimetière du Montparnasse
  - Église Notre-Dame-du-Rosaire 1911
  - Église Notre-Dame-du-Travail
  - Église Saint-Dominique
  - Église Saint-Pierre-de-Montrouge

- Parcuri și grădini
  - Grădina Montsouris

## Legături externe
- Site-ul oficial